# Anton Pashku
Anton Pashku (serbokroatisch Антон Пашку Anton Pašku, * 8. Januar 1937 bei Prizren; † 31. Oktober 1995 in Priština) war ein albanischsprachiger Schriftsteller und Verlagslektor. Er gehört zu den zentralen Figuren der albanischsprachigen Literatur im 20. Jahrhundert. Er schrieb Dramen, Erzählungen sowie einen einzigen Roman mit dem Titel Oh und gilt als Avantgardist, der eine nachfolgende Generation von Schriftstellern nachhaltig prägte.
Anton Pashku hat das breite Publikum nicht erreicht und vielleicht auch nicht erreichen wollen. In Albanien durfte er zu Zeiten des kommunistischen Regimes als Dekadenter nicht einmal veröffentlicht werden und ist deshalb dort bis heute weitgehend unbekannt geblieben. Heute sind seine Bücher in ganz Albanien erhältlich.

## Werke
- Tregime (Geschichte), 1961
- Nji pjesë e lindjes (Ein Teil der Geburt), 1965
- Kulla (Turm), 1968
- Sinkopa, 1969
- Oh, 1971
- Kjasina, 1973
- Gof, 1976
- Lutjet e mbrëmjes (Abendandacht), 1978
- Tragjedi moderne (Moderne Tragödie), 1982